# Клатскинай (град, Орегон)
Клатскинай (на английски: Clatskanie) е град в окръг Колумбия, щата Орегон, САЩ. Клатскинай е с население от 1710 жители (2007) и обща площ от 3,1 km². Намира се на 17,98 m надморска височина. ЗИП кодът му е 97016, а телефонният му код е 503.